# Kamienica Dębickich w Mielcu
Kamienica Dębickich w Mielcu – budynek znajdujący się przy ulicy Mickiewicza 5. Jest wpisany do rejestru zabytków nieruchomych województwa podkarpackiego pod numerem A-987 z 4.08.1981. Kamienica zbudowana została w latach 1900-1901 dla kupca Antoniego Dębickiego na miejscu drewnianego, piętrowego domu zniszczonego przez pożar Mielca w 1900 r. Jednopiętrowa, murowana kamienica jest zbudowana na planie w kształcie litery L. Przykryta jest dwuspadowymi dachami z blachy. Boniowany parter oddzielony jest od pierwszego piętra profilowanym gzymsem. Elewacja piętra z cegły jest nieotynkowana. Płyciny pomiędzy okienkami strychu są ozdobione stiukami o motywach roślinnych. W ściętym narożniku kamienicy znajdują się drzwi wejściowe, a na piętrze balkon. Nad drzwiami balkonowymi widnieje napis z „Z POŻARU 1900” oraz wmurowana jest stopiona obręcz beczki z wtopionym w nią w wyniku pożaru szkłem z butelek. We wnęce na szczycie narożnika znajduje się popiersie Tadeusza Kościuszki, a pod nim biały orzeł w koronie. Parter kamienicy zajmuje Księgarnia Dębickich. W latach II wojny światowej w kamienicy były punkty kontaktowe Armii Krajowej i Szarych Szeregów, odbywało się tu tajne nauczanie, był prowadzony nasłuch radiowy, znaleźli tu także schronienie „cichociemni”.